# Robert Hettlage
Robert Hettlage (* 24. Juli 1943 in Königsberg) ist ein deutscher Soziologe und emeritierter Professor an der Universität Regensburg.
Hettlage studierte Nationalökonomie, Soziologie und Sozialphilosophie an der Universität Fribourg (Schweiz) und promovierte 1969 zum Dr. rer. pol. sowie 1971 zum Dr. phil. Danach arbeitete er ein Jahr für einen Warenhaus-Konzern in Zürich. Von 1972 bis 1977 war er Wissenschaftlicher Assistent am Soziologischen Seminar der Universität Basel, wo er sich 1978 habilitierte (Venia Legendi für Soziologie) und anschließend als Privatdozent lehrte. Daneben war er von 1979 bis 1981 freier Mitarbeiter bei Prognos in Basel.
Von 1981 bis zu seiner Emeritierung 2008 hatte er den Lehrstuhl für Soziologie an der Universität Regensburg inne.  Im Wintersemester 1988/89 vertrat er den Lehrstuhl für Soziologie an der Hochschule für Wirtschafts- und Sozialwissenschaften St. Gallen. 1993 und 1994 hatte er jeweils zweimonatige Gastprofessuren an der Università degli Studi di Trento, im Wintersemester 2003/04 und Sommersemester 2004 eine Gastprofessur an der Universität Basel.
Hettlages Forschungsgebiete sind Wirtschaftssoziologie, Kultursoziologie, Entwicklungssoziologie, Familiensoziologie, Genossenschafts- und Migrationsforschung, Europäische Integration sowie das Grenzgebiet zwischen Sozialphilosophie und soziologischer Theorie.
Er ist sowohl Mitglied der Schweizerischen Gesellschaft für Soziologie als auch der Deutschen Gesellschaft für Soziologie.

## Veröffentlichungen (Auswahl)
- Das Zeitalter Europas: Identität(en) ohne Grenzen?, in: Robertson-von Trotha, Caroline Y. (Hrsg.): Europa in der Welt – die Welt in Europa (= Kulturwissenschaft interdisziplinär/Interdisciplinary Studies on Culture and Society, Bd. 1). Baden-Baden 2006, ISBN 978-3-8329-1934-4.